# Arcophilus gracillimus
Arcophilus gracillimus är en mångfotingart som först beskrevs av Verhoeff K.W. 1938.  Arcophilus gracillimus ingår i släktet Arcophilus och familjen trädgårdsjordkrypare.
Artens utbredningsområde är Bolivia. Inga underarter finns listade i Catalogue of Life.